# Офшорна розробка програмного забезпечення в Україні
Офшорна розробка програмного забезпечення, також офшорне програмування — розвивається в Україні з початку 2000 року.
Станом на лютий 2017 в ТОП-100 світових компаній з офшорного програмування увійшли 13 українських:
- SoftServe (понад 7000 співробітників, головний офіс у Львові);
- Ciklum (понад 2700 співробітників в Україні, головний офіс в Києві);
- ELEKS (понад 1500 співробітників, головний офіс у Львові);
- Miratech (понад 700 співробітників, головний офіс в Києві);
- Sigma Software (понад 700 співробітників, головний офіс в Харкові, українська компанія в складі шведської консалтингової групи Sigma);
- N-iX (понад 800 співробітників, головний офіс у Львові);
- Softengi (понад 200 співробітників, головний офіс в Києві);
- Program-Ace (понад 100 співробітників, головний офіс у Харкові).

### Компанії з українськими R&D-представництвами
- EPAM (понад 10000 співробітників в Україні, головний офіс в США);
- GlobalLogic (понад 5000 співробітників в Україні, головний офіс в США);
- Luxoft (понад 3400 співробітників в Україні, головний офіс в Швейцарії);
- Intetics (понад 200 співробітників в Україні, головний офіс в США);
- TEAM International Services (понад 200 співробітників в Україні, головний офіс в США);
- Softjourn (понад 300 співробітників в Україні, головний офіс в США);

### Інші
- MobiDev (головний офіс у Харкові)
- Red Rocket Software (головний офіс в Естонії)
- Agiliway (понад 100 співробітників, головний офіс в США).
- Beetroot (понад 300 співробітників, головний офіс у Швеції).